# Ještěrkovec nicí

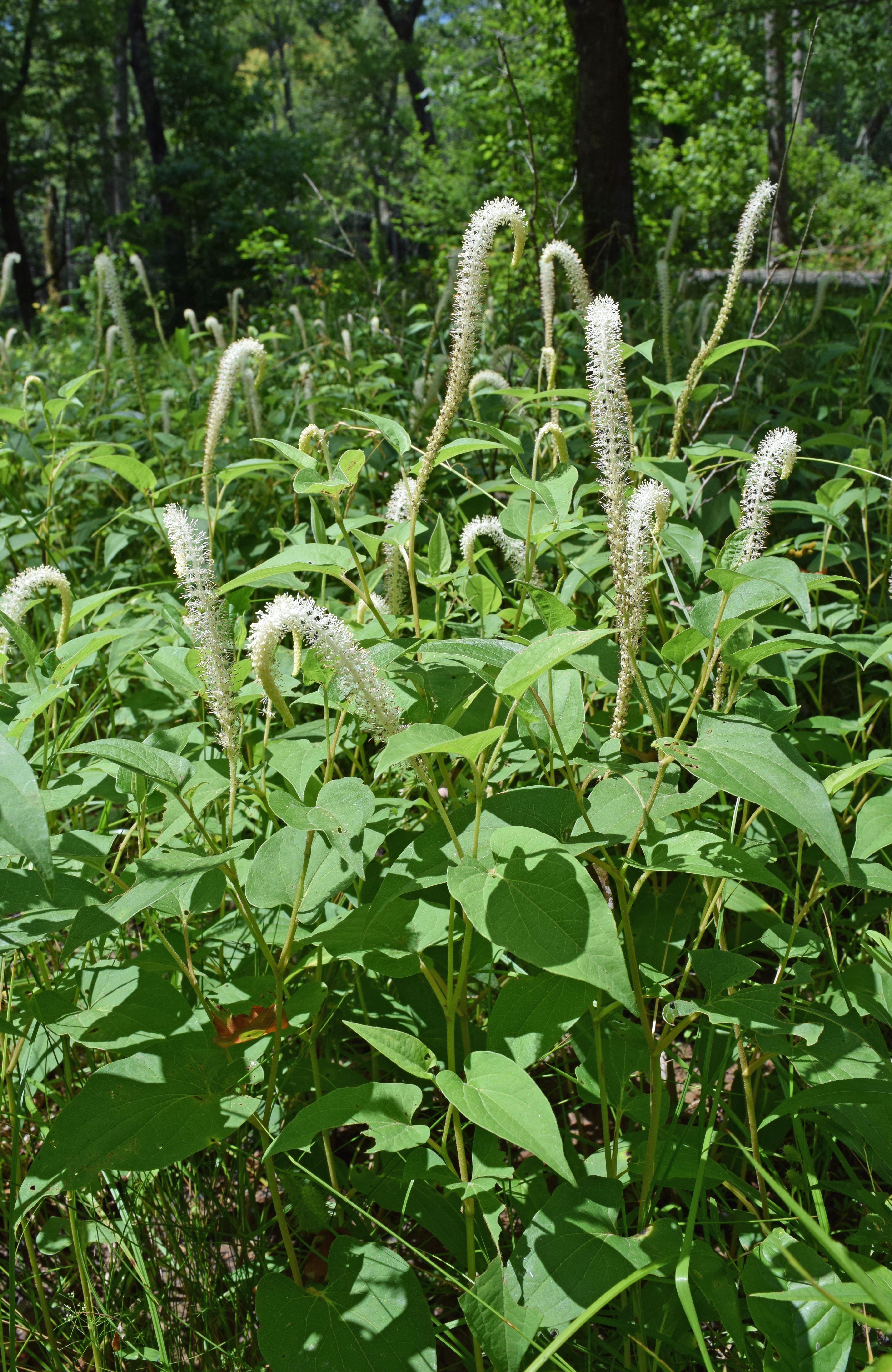
Jednodruhová kolonie ještěrkovce nicího

Ještěrkovec nicí (Saururus cernuus) je vytrvalá rostlina, jeden ze dvou druhů rodu ještěrkovec. Tato vlhkomilná bylina roste na východě Severní Ameriky, od jihu Kanady po jih Spojených států amerických. Na severu areálu je poměrně vzácná, kdežto na jihu v subtropickém prostředí je hojná.

## Ekologie
Roste v bažinách, močálech, u břehů rybníků a potoků nebo v pravidelně zatápěných oblastech. Tam se rychle rozrůstá a vytváří velké, jednodruhové kolonie potlačující původní rostlinstvo. Preferuje místa ve stojaté nebo jen v líně tekoucí vodě a na částečně zastíněných místech, dlouhodobé intenzivní slunce jí způsobuje sežloutnutí listů. Vyskytuje se od mořské hladiny po nadmořskou výšku 500 m. Je schopný růst i na stanovištích s přechodnou výškou vodního sloupce až 50 cm a voda může být i brakická.

## Popis

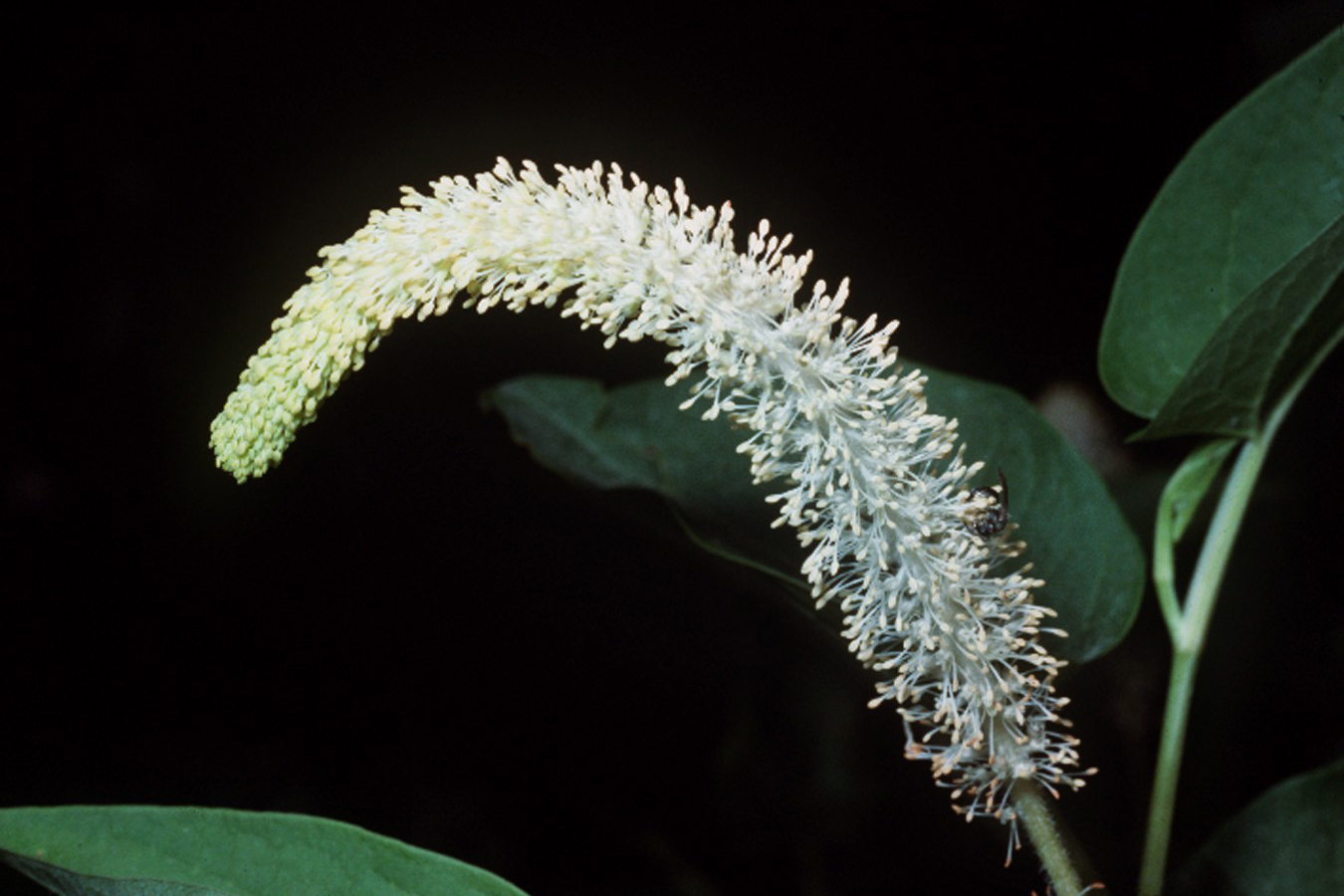
Květenstvi

Vytrvalá bylina s nejdříve plazivou a později vystoupavou, dutou a rýhovanou lodyhou dorůstající do výšky až 120 cm. Větvená, světle zelená lodyha vyrůstající z kořene s oddenky je v mládí chlupatá, později lysá a porůstá střídavými listy na řapících 1 až 10 cm dlouhých. Čepele jsou celistvé, kopinaté, šípovité až trojúhelníkovité, na bázi srdčité, na vrcholu hrotité, po okrajích zvlněné, mají výraznou dlanitou žilnatinu a bývají dlouhé 2 až 17 cm a široké 1 až 10 cm.
Z paždí horních listů vyrůstají na stopkách štíhlá, hroznovitá květenství dlouhá až 35 cm, která ční nad nejvyššími listy. Květenství se svěšenými vrcholy jsou složená z jen 2 mm velkých, vonných, oboupohlavných květů bez okvětí. Květy mají tři až sedm bílých tyčinek a svrchní semeník ze dvou až čtyř srostlých plodolistů. Kvetou v létě po dobu delší než měsíc a rozkvétají postupně od spodu k vrcholu květenství.
Plody jsou tvrdky sestavené do řetízku připomínající ještěrčí ocas, odtud pochází rodové jméno. Vrásčitá tvrdka je 2 mm velká a obsahuje 1 mm hnědá semena. Ploidie druhu je 2n = 22.

## Rozmnožování
Z kořene rostliny vyrůstají oddenky kterými se rostlina spolehlivě a rychle rozšiřuje. Noví jedinci vyrostou také z odlomených kousků šířených vodou po okolí. Rostliny rostoucí jen ve vodě a nezakořeněné v půdě (např. v okrasných nádržích) vytvářejí oddenky jen minimálně. U těchto lze použít druhý způsob vegetativního rozmnožování, lodyhy se rozřežou na části a nechají plavat, v místech vyrůstajících listů se vytvoří adventivní kořeny a vzniknou nové rostliny.

## Význam
Ještěrkovec nicí se někdy pěstuje jako půdokryvná rostlina na vlhkých místech, v mělkých stojatých vodách nebo i v kontejnerech. Dokáže se rychle rozrůst a svými širokými listy potlačuje ostatní rostliny. Vysazuje se k velkým i k malým okrasným rybníčkům, byly vyšlechtěny kultivary rostlin dorůstajících do menších rozměrů. Pokud chceme mít rostliny s listy velkými a pěkně vybarvenými, je nutno obohacovat vodu o dusík, fosfor a stopové prvky které zlepšují vitalitu rostlin. Pro savce jsou rostliny považovány za mírně toxické.